# Pseudodebis dubiosa
Pseudodebis dubiosa är en fjärilsart som beskrevs av Forster 1964. Pseudodebis dubiosa ingår i släktet Pseudodebis och familjen praktfjärilar. Inga underarter finns listade i Catalogue of Life.